# 황림 묘
황림 묘는 대한민국 경기도 용인시 수지구 고기동에 있다. 1997년 12월 10일 용인시의 향토문화재 제40호로 지정되었다.

## 개요
황림의 본관은 창원(昌原), 자는 여온(汝溫), 호는 겸재(謙齋)이다. 1552년(명종 7) 검열을 시작으로 명종 대에 정언·지평·헌납·선공감판관·수찬·병조정랑·장령·시강원문학·사간·교리·동부승지·호조참의·우승지 등을 역임하였다. 1573년 선조  나주목사로 나갔고 1575년에 여주목사가 되었다. 1578년 왕실의 종계(宗系)를 개정하기 위해 황림을 비롯한 19명의 주청사(奏請使)를 명나라로  파견하기에 이르렀고, 이들은 귀국 후 광국공신(光國功臣)에 책록되었다. 황림은 의성군(義城君)에 봉해지고 수충익모광국공신(輸忠翼謀光國功臣)으로 칭하게 되었다. 이후 공조판서(工曹判書)·호조판서(戶曹判書)·이조판서(吏曹判書)에 이르렀고 1597년 선조 30년 10월에 81세로 사망하였다. 시호는 평장(平莊)이다. 황림 묘는 1597년 축조되었다. 이 분묘는 앞쪽 정 중앙에 묘표를 세웠는데 여타의 묘표가 우축에서부터 비명(碑銘)을 시작하여 좌측에 배위(配位)를 기록하는 것으로 끝을 맺고 있는 것과는 반대로 중앙 좌측으로부터 <수충익모 광국공신 정헌대부 이조판서 겸 지경연 의금부사 오위도총관 의창군 황공지묘(輸忠翼謨光國功臣 正憲大夫 吏曹判書 兼 知經筵 義禁府事 五衛都總管 義昌君 黃公之墓)>라 새겨 시신이 있는 쪽으로 글자가 표기되어 있다.